# Carlo Pedretti
Carlo Pedretti (Casalecchio di Reno, 6 gennaio 1928 – Lamporecchio, 5 gennaio 2018) è stato uno storico dell'arte italiano.
È considerato uno dei maggiori esperti della vita e delle opere di Leonardo da Vinci.

## Biografia
Carlo Pedretti è stato professore di storia dell’arte italiana e titolare della cattedra di studi vinciani presso l’Università della California a Los Angeles (UCLA), dove ha diretto l’Armand Hammer Center for Leonardo Studies, con sede italiana a Urbino. 
Fin da giovanissimo manifestò un forte interesse per Leonardo. Proseguì poi gli studi e le ricerche negli archivi e nelle biblioteche di tutto il mondo. Un primo importante risultato delle sue ricerche fu la scoperta che numerosi disegni di teste di Leonardo conservati nella Royal Library a Windsor erano frammenti ritagliati dalle pagine del Codice Atlantico. 
Nel 1959 si trasferì a Los Angeles, dove ha vissuto e lavorato fino al 2013, quando ritornò definitivamente in Italia, stabilendosi nella villa di Castel Vitoni a Lamporecchio, sede della Fondazione Rossana e Carlo Pedretti, che egli stesso ha diretto fino alla morte, avvenuta nel 2018, il giorno prima del suo novantesimo compleanno.
Carlo Pedretti è stato membro della Commissione ministeriale per l’Edizione Nazionale dei Manoscritti e dei Disegni di Leonardo da Vinci e del Comitato Nazionale per la celebrazione dei 500 anni dalla morte del genio di Vinci (2019), nonché di prestigiose istituzioni italiane e straniere.

## Onorificenze
Carlo Pedretti ha ricevuto numerose onorificenze, sia in Italia che all’estero, tra le quali la medaglia d’oro del Presidente della Repubblica Italiana per i “Benemeriti della Cultura” e la “Congressional Citation”, massimo riconoscimento del governo degli Stati Uniti, entrambe nel 1972. Gli è stata concessa la cittadinanza onoraria delle città di Arezzo (2001), Vinci (2008), Firenze e Romorantin (entrambe nel 2010). Gli è stata inoltre conferita la laurea honoris causa delle Università di Ferrara (1991), Urbino (1998), Cattolica di Milano (1999) e di Caen in Francia (2002). 

## Opere
Carlo Pedretti è autore di oltre cinquanta libri e più di cinquecento fra saggi e articoli in varie lingue su molteplici aspetti della vita e dell’opera di Leonardo da Vinci. Il suo contributo alla conoscenza dei manoscritti e dei disegni di Leonardo è universalmente ritenuto fondamentale. Nella sua premessa al libro Carlo Pedretti: A Bibliography of His Work on Leonardo da Vinci and the Renaissance (1944-1984), il grande storico dell’arte Kenneth Clark affermò che Pedretti “è indubitabilmente il più grande studioso di Leonardo dei nostri tempi”.
Pedretti ha curato l’edizione critica in facsimile di importanti collezioni di disegni di Leonardo e di codici vinciani, a partire dal catalogo dei frammenti dal Codice Atlantico nella collezione reale a Windsor, pubblicato nel 1957 su incarico della regina Elisabetta, cui seguì l’edizione di tutti i disegni di Leonardo conservati nella Royal Library (1982-87). Per l’editore fiorentino Giunti ha curato le edizioni in facsimile del Codice Hammer (oggi Leicester, 1987), del Libro di pittura (1995) e del Codice Arundel (1998). Ha curato inoltre, sempre per Giunti, la pubblicazione in facsimile delle raccolte di disegni di Leonardo e della sua cerchia conservate nel Gabinetto Disegni e Stampe degli Uffizi (1985), nella Biblioteca Reale di Torino (1990), nelle collezioni americane (1993), nel Gabinetto Disegni e Stampe delle Gallerie dell’Accademia a Venezia (2003).
Ha fondato e diretto “Achademia Leonardi Vinci”, rivista di studi leonardiani dell’Armand Hammer Center (1988-97).
È stato curatore e membro dei comitati scientifici di moltissime esposizioni internazionali e ha preso parte a numerosi convegni.
Ha collaborato regolarmente con quotidiani e riviste, tra cui il Corriere della Sera, L’Osservatore Romano, e con la televisione italiana (in particolare con la rubrica Superquark di Piero Angela).
Pedretti ha inoltre offerto consulenze in diversi casi di dubbia attribuzione di opere a Leonardo, trovandosi al centro di alcune controversie: nel 1985 attribuì a Leonardo il modello in cera di una statuetta equestre, forse un ritratto di Charles d’Amboise; nel 1998 gli attribuì, come studio preparatorio della Battaglia d’Anghiari, un disegno del pittore Riccardo Tommasi Ferroni (1934-2000); in anni più recenti ha invece messo in dubbio la paternità leonardiana del Salvator Mundi, battuto all’asta da Christie’s nel 2017 per 450 milioni di dollari.